# خانم مارکر کوچک
خانم مارکر کوچک (به انگلیسی: Little Miss Marker) فیلمی به کارگردانی الکساندر هال با بازی شرلی تمپل است.